# Heinz David
Heinz Werner David (* 5. Dezember 1931 in Tilsit; † 26. April 2019 in Berlin) war ein deutscher Arzt, Pathologe sowie Medizinhistoriker und Universitätschronist. Er leitete von 1971 bis 1981 das dem Ministerium für Gesundheitswesen der Deutschen Demokratischen Republik (DDR) unterstellte Institut für Wissenschaftsinformation in der Medizin und war von 1987 bis 1991 Direktor des Instituts für Pathologie der Charité. Von 1980 bis 1990 fungierte er als Dekan der medizinischen Fakultät der Humboldt-Universität zu Berlin.

## Leben
Heinz David wurde 1931 als Sohn eines Internisten und einer Mathematikerin in Tilsit geboren. Zum Ende des Zweiten Weltkrieges gelangte die Familie als Heimatvertriebene nach Neuruppin, wo sein Vater in eigener Praxis tätig war. Heinz David erlangte 1950 das Abitur und absolvierte anschließend von 1950 bis 1955 ein Studium der Medizin. Dabei entschied er sich aus persönlichen Gründen für die Berliner Humboldt-Universität, obwohl er auch eine Zulassung für die Freie Universität Berlin erhalten hatte.
Er wurde 1955 promoviert und war er ab 1956 am Institut für Pathologie der Charité tätig. Hier habilitierte er sich 1960, ein Jahr später wurde er Oberarzt und 1965 Professor. Er übernahm darüber hinaus die Leitung der dem Institut angegliederten Abteilung für Elektronenmikroskopie der Charité und war außerdem von 1971 bis 1981 Direktor des Instituts für Wissenschaftsinformation in der Medizin, das unter anderem die Zeitschrift DDR-Medizin-Report herausgab und eine zentrale Einrichtung des Ministeriums für Gesundheitswesen der Deutschen Demokratischen Republik (DDR) war. Von 1980 bis 1990 fungierte er als Dekan der medizinischen Fakultät der Humboldt-Universität. Im Jahr 1987 wurde er ordentlicher Professor und Direktor des Instituts für Pathologie der Charité.
Nach seinem Vorruhestand 1991 übernahm er noch einige Zeit lang deutschlandweit Praxisvertretungen für niedergelassene Pathologen. Er widmete sich außerdem medizin- und universitätshistorischen Studien und veröffentlichte 2004 ein über 1200 Seiten umfassendes zweibändiges Werk zur Geschichte der Charité.

## Wirken
Schwerpunkt der Forschung von Heinz David, der über 400 wissenschaftliche Publikationen und mehr als 30 Monografien und Buchbeiträge verfasste, waren elektronenmikroskopische Untersuchungen zur Zytopathologie sowie zur Pathologie der Leber und des Verdauungstrakts. Von 1976 bis 1984 fungierte er als Vorsitzender der Gesellschaft für Pathologie der DDR und außerdem bis 1989 als langjähriger Vizepräsident der Gesellschaft für experimentelle Medizin der DDR.

## Auszeichnungen
1960 erhielt Heinz David (im Kollektiv) den Rudolf-Virchow-Preis. Im Jahr 1971 erhielt er den Nationalpreis der DDR. Er war ab 1973 korrespondierendes sowie ab 1975 ordentliches Mitglied der Akademie der Wissenschaften der DDR. Nach der Auflösung der Akademie wurde er 1993 Mitglied der Leibniz-Sozietät der Wissenschaften zu Berlin.

## Werke (Auswahl)
- Submikroskopische Ortho- und Pathomorphologie der Leber. Textband und Atlas. Berlin 1964 (weitere Ausgaben in englischer und russischer Sprache)
- Elektronenmikroskopische Organpathologie. Berlin 1967
- Quantitative Ultrastructural Data of Animal and Human Cells. Leipzig 1977
- The Hepatocyte: Development, Differentiation and Ageing. Jena 1985
- Allgemeine Pathologie: Eine Einführung für Studenten. Vierte Auflage. Berlin 1986 (als Mitautor)
- Wörterbuch der Medizin. 15. Auflage. Berlin 1992
- Rudolf Virchow und die Medizin des 20. Jahrhunderts. Reihe: Hamburger Beiträge zur Geschichte der Medizin. München 1993
- „... es soll das Haus Charité heißen ...“: Kontinuitäten, Brüche und Abbrüche sowie Neuanfänge in der 300jährigen Geschichte der Medizinischen Fakultät (Charité) der Berliner Universität. Zwei Bände. Hamburg 2004
- Lebensrouten. Reihe: Ärzte-Biographien. Band 7. Lage 2006 (Autobiographie)